# Geistliches Ministerium
Geistliches Ministerium (teilweise auch Evangelisches Ministerium, Predigerministerium) ist ein Ausdruck der deutschen Rechts- und Kirchengeschichte. Es bezeichnete kein Ministerium im modernen Sinn, sondern die Gesamtvertretung der Pfarrerschaft in einem städtischen und insbesondere reichsstädtischen evangelisch-lutherischen Kirchenwesen, insbesondere vor 1918.

## Entstehung und Bedeutung (vor 1918)
Das Geistliche Ministerium entstand im Zuge der reformatorischen Kirchenordnungen als Selbstverwaltungskörperschaft der Geistlichkeit und als Gegengewicht zum landesherrlichen Kirchenregiment des Rates.
Mit dem gewählten Senior an der Spitze wachte das Geistliche Ministerium darüber, dass die Beratungs- und Mitwirkungsrechte der Geistlichkeit, etwa bei der Herausgabe von Agenden und Gesangbüchern sowie bei Fragen der öffentlichen Moral (Kirchenzucht), gewahrt blieben. Nach der Verfassung der Evangelisch-Lutherischen Kirche im Hamburgischen Staate von 1870 repräsentierte das Ministerium, also die Geistlichkeit als Körperschaft, „das kirchliche Lehramt und die theologische Wissenschaft“.
Es sorgte für die Regelung der Ausbildung und Anstellung der Geistlichen und für deren Fortbildung. Dafür unterhielt es in einigen Städten, so etwa in Greifswald und Erfurt, eigene Bibliotheken. Zur Versorgung der Witwen und Waisen der Geistlichen unterhielt es eigene Versorgungskassen.
Durch das Aufkommen der Synodalverfassungen und das Ende des landesherrlichen Kirchenregiments verloren die Geistlichen Ministerien an Bedeutung.
Heute trägt noch der Gesamtkonvent der Pastorenschaft im Kirchenkreis Lübeck diesen historischen Namen.

### Ministerium Tripolitanum
Besondere Bedeutung in der sich herausbildenden Konfessionalisierung hatte dabei seit 1535 das Ministerium Tripolitanum, der Zusammenschluss der Geistlichen Ministerien von Lübeck, Hamburg und Lüneburg. Es sorgte zunächst auf Initiative des Hamburger Superintendenten Johannes Aepinus 1548 für eine gemeinsame Verständigung der drei Städte gegen das Augsburger Interim, nahm entscheidenden Einfluss auf das Zustandekommen der Konkordienformel und sicherte die konfessionelle Geschlossenheit der drei Städte bis zum Ende des 17. Jahrhunderts.

### Ministerium Venerandum in Bremen
Seitdem der Bremer Erzbischof sein kirchliches Oberaufsichtsrecht 1541 auf kaiserlichen Befehl verloren hatte, übte der Bremer Senat das Kirchenregiment aus. Die zunächst lutherischen, dann reformierten Prediger der Alt-, Neu- und Vorstadt bildeten im Laufe des 16. Jahrhunderts einen Konvent, der zeitgenössisch durchweg als Venerandum Ministerium bezeichnet wurde. Anders als in den Städten, wo die Geistlichkeit in Gegnerschaft zur Obrigkeit stand, blieb das Bremer Ministerium der Stadtregierung untergeordnet: Der Senat behauptete sein uneingeschränktes Episkopatrecht und setzte sich auch in rein geistlichen Angelegenheiten gegen das Ministerium durch und war an dessen Beschlüsse nicht gebunden.
Als sich im 19. Jahrhundert die bremischen Gemeinden verselbständigten, verlor das Ministerium an Bedeutung. Nach dem zweiten Bremer Kirchenstreit wurde es endgültig entmachtet und bestand bis in die 1930er Jahre nur noch als theologischer Gesprächskreis.

## Ministerium von Pennsylvanien
Nach dem Vorbild der deutschen Geistlichen Ministerien wurde 1748 unter Leitung von Henry Melchior Mühlenberg in Philadelphia von Pastoren der Vereinigten Gemeinden das Ministerium von Pennsylvanien als erste evangelisch-lutherische kirchliche Körperschaft auf nordamerikanischem Boden gegründet.

## Das Geistliche Ministerium in der Reichskirchenverfassung 1933
Die Verfassung der Deutschen Evangelischen Kirche vom 11. Juli 1933 übernahm den Namen für ein ganz anderes Gremium: Dieses Geistliche Ministerium sollte dem neuen Reichsbischof zur Seite stehen und in Gemeinschaft mit ihm die Reichskirche leiten.
Artikel 7 bestimmte: Das Geistliche Ministerium ist berufen, unter Führung des Reichsbischofs die Deutsche Evangelische Kirche zu leiten und Gesetze zu erlassen. Das Gremium sollte aus drei Theologen und einem Juristen bestehen. Der Reichsbischof sollte die Mitglieder frei ernennen können, bei den Theologen allerdings das in der Deutschen Evangelischen Kirche lebendige Bekenntnisgepräge berücksichtigen. Am Rande der Nationalsynode in Wittenberg berief Ludwig Müller am 27. September 1933 die Theologen Simon Schöffel, Joachim Hossenfelder, Otto Weber sowie den Juristen Friedrich Werner als Mitglieder dieses Geistlichen Ministeriums. Paul Walzer war von Februar bis April 1934 mit dem Amt eines rechtskundigen Mitgliedes betraut.
Durch die Ereignisse des Kirchenkampfes wurde das Geistliche Ministerium nie richtig wirksam; im März 1934 verlor es durch Verordnung seine kirchenleitenden Funktionen.